# Peripolus nepalensis
Peripolus nepalensis är en insektsart som beskrevs av Boris Petrovich Uvarov 1942. Peripolus nepalensis ingår i släktet Peripolus och familjen gräshoppor. Inga underarter finns listade i Catalogue of Life.